# Live 1994
『Live 1994』（ライブ1994）は德永英明2枚目のライブ・アルバム。1994年9月14日発売。

## 解説
1994年6月3・4日大阪城ホールでの「Nostalgia Tour」のライヴ盤。演奏曲目すべてに最低限のMCが入っている。

## 収録曲

### DISC.1
1. 過ちの夏
2. 僕のそばに
3. 恋の行方
4. Navigation
5. また明日は来る
6. Jealousy
7. どうしようもないくらい
8. 最後の言い訳

### DISC.2
1. 故郷（ふるさと）
2. 大きな古時計
3. 恋の花
4. レイニー ブルー
5. FRIENDS
6. Wednesday Moon
7. Money
8. Revolution
9. 壊れかけのRadio
10. 魂の願い
11. Nostalgia